# Chilaki
Chilaki (biał. Хілякі, ros. Хиляки, Chilaki) – wieś na Białorusi, w obwodzie grodzieńskim, w rejonie brzostowickim, w sielsowiecie Brzostowica Mała.
W okresie międzywojennym wieś należała do gminy Brzostowica Mała, powiatu grodzieńskiego w województwie białostockim II RP.
Według Powszechnego Spisu Ludności z 1921 roku wieś zamieszkiwało 38 osób, wszystkie były wyznania prawosławnego. Jednocześnie 28 mieszkańców zadeklarowało polską przynależność narodową a 13 białoruską. Było tu 8 budynków mieszkalnych.